# Steirodon dentiferum
Steirodon dentiferum är en insektsart som beskrevs av Walker, F. 1869. Steirodon dentiferum ingår i släktet Steirodon och familjen vårtbitare. Inga underarter finns listade i Catalogue of Life.